# 알레나 이브
알레나 이브(히브리어: אלונה איב, 러시아어: Алёна Ив, 영어: Alena Yiv, 1979년 11월 30일 ~ )는 이스라엘의 배우, 감독이다. 2020 오빌상 여우주연상 수상자다.